# Estrildidae
Famille
Les Estrildidae (ou estrildidés) sont une famille de passereaux granivore constituée de 41 genres et 141 espèces. Ils sont largement présents dans les zones tropicales d'Afrique, d'Asie et d'Océanie.

## Description
Les Estrildidae sont en général de petits oiseaux granivores des tropiques de l'Ancien Monde et d'Australasie, dont la taille varie entre 9 et 15 cm. Ce sont des granivores grégaires et souvent coloniaux, avec un bec conique, court et fort. Cependant, il existe des espèces au corps longiligne et au bec fin rappelant certains passereaux insectivores.
La plupart sont sensibles au froid et nécessitent des habitats chauds, généralement tropicaux, bien que quelques-uns se soient adaptés aux climats plus frais du sud de l'Australie et des hautes terres de Nouvelle-Guinée.
Ils présentent souvent un plumage vivement coloré, dont les couleurs et les motifs varient considérablement.
Tous les estrildidés construisent de grands nids en forme de dôme et pondent cinq à dix œufs blancs. De nombreuses espèces construisent des nids de repos.

## Taxonomie
Elle a été introduite en 1850 par le naturaliste français Charles Lucien Bonaparte comme la sous-famille des "Estreldinae",, inclut dans la famille des Ploceidae. Les classifications sur des hybridations d'ADN de Sibley l'incluent dans la vaste famille des Passeridae. D'après la liste des oiseaux du monde tenue par Frank Gill, Pamela Rasmussen et David Donsker pour le compte du  Congrès ornithologique international, c'est une famille à part entière, comprenant 140 espèces réparties en 41 genres.
Des études phylogénétiques moléculaires ont montré que la famille des Estrildidae est le groupe frère de la famille des Viduidae. Les deux familles ont divergé il y a environ 15,5 millions d'années. On estime que le dernier ancêtre commun le plus récent des Estrildidae a vécu il y a environ 10,9 millions d’années. Une étude génétique des Estrildidae par Urban Olsson et Per Alström publiée en 2020 a identifié 6 clades majeurs. Les radiations au sein de ces clades se sont produites il y a entre 4,5 et 8,9 millions d’années. Les auteurs ont proposé que chacun de ces clades soit traité comme une sous-famille. Cela contraste avec une proposition antérieure dans laquelle la famille était divisée en trois sous-familles.

### Liste alphabétique des genres
D'après la classification de référence du Congrès ornithologique international (version 14.1, 2024) :
- Aidemosyne (1 espèce)
- Amadina (2 espèces)
- Amandava (3 espèces)
- Bathilda (1 espèce)
- Brunhilda (2 espèces)
- Chloebia (1 espèce)
- Clytospiza (1 espèce)
- Coccopygia (3 espèces)
- Cryptospiza (4 espèces)
- Delacourella (1 espèce)
- Emblema (1 espèce)
- Erythrura (12 espèces)
- Estrilda (11 espèces)
- Euodice (2 espèces)
- Euschistospiza (2 espèces)
- Glaucestrilda (3 espèces)
- Granatina (2 espèces)
- Heteromunia (1 espèce)
- Hypargos (2 espèces)
- Lagonosticta (10 espèces)
- Lepidopygia (1 espèce)
- Lonchura (28 espèces)
- Mandingoa (1 espèce)
- Mayrimunia (2 espèces)
- Neochmia (2 espèces)
- Nesocharis (2 espèces)
- Nigrita (4 espèces)
- Oreostruthus (1 espèce)
- Ortygospiza (1 espèce)
- Padda (2 espèces)
- Paludipasser (1 espèce)
- Parmoptila (3 espèces)
- Poephila (3 espèces)
- Pyrenestes (3 espèces)
- Pytilia (5 espèces)
- Spermestes (4 espèces)
- Spermophaga (3 espèces)
- Stagonopleura (3 espèces)
- Styzoptera (1 espèce)
- Taeniopygia (2 espèces)
- Uraeginthus (3 espèces)

### Liste des espèces
Liste des genres et espèces selon la classification de référence du Congrès ornithologique international (2023) : 
- Aidemosyne (1 espèce)
  - Aidemosyne modesta – Diamant modeste
- Amadina (2 espèces)
  - Amadina erythrocephala – Amadine à tête rouge
  - Amadina fasciata – Amadine cou-coupé
- Amandava (3 espèces)
  - Amandava amandava – Bengali rouge
  - Amandava formosa – Bengali vert
  - Amandava subflava – Bengali zébré
- Bathilda (1 espèce)
  - Bathilda ruficauda – Diamant à queue rousse
- Brunhilda (2 espèces)
  - Brunhilda erythronotos – Astrild à moustaches
  - Brunhilda charmosyna – Astrild des fées
- Chloebia (1 espèce)
  - Chloebia gouldiae – Diamant de Gould
- Clytospiza (1 espèce)
  - Clytospiza monteiri – Sénégali brun
- Coccopygia (3 espèces)
  - Coccopygia quartinia – Astrild à ventre jaune
  - Coccopygia melanotis – Astrild à joues noires
  - Coccopygia bocagei – Astrild de Bocage
- Cryptospiza (4 espèces)
  - Cryptospiza reichenovii – Sénégali de Reichenow
  - Cryptospiza salvadorii – Sénégali de Salvadori
  - Cryptospiza jacksoni – Sénégali de Jackson
  - Cryptospiza shelleyi – Sénégali de Shelley
- Delacourella (1 espèce)
  - Delacourella capistrata – Dos-vert à joues blanches
- Emblema (1 espèce)
  - Emblema pictum – Diamant peint
- Erythrura (12 espèces)
  - Erythrura hyperythra – Diamant à queue verte
  - Erythrura prasina – Diamant quadricolore
  - Erythrura viridifacies – Diamant de Luçon
  - Erythrura tricolor – Diamant azuvert
  - Erythrura coloria – Diamant de Mindanao
  - Erythrura trichroa – Diamant de Kittlitz
  - Erythrura papuana – Diamant de Nouvelle-Guinée
  - Erythrura psittacea – Diamant psittaculaire
  - Erythrura cyaneovirens – Diamant vert-bleu
  - Erythrura regia – Diamant des Nouvelles-Hébrides
  - Erythrura pealii – Diamant de Peale
  - Erythrura kleinschmidti – Diamant à bec rose
- Estrilda (12 espèces)
  - Estrilda poliopareia – Astrild du Niger
  - Estrilda paludicola – Astrild à poitrine fauve
  - Estrilda ochrogaster – Astrild abyssinien
  - Estrilda melpoda – Astrild à joues orange
  - Estrilda rhodopyga – Astrild à croupion rose
  - Estrilda rufibarba – Astrild barbe-rousse
  - Estrilda troglodytes – Astrild cendré
  - Estrilda astrild – Astrild ondulé
  - Estrilda nigriloris – Astrild à masque noir
  - Estrilda nonnula – Astrild nonnette
  - Estrilda atricapilla – Astrild à tête noire
  - Estrilda kandti – Astrild de Kandt
- Euodice (2 espèces)
  - Euodice cantans – Capucin bec-d'argent
  - Euodice malabarica – Capucin bec-de-plomb
- Euschistospiza (2 espèces)
  - Euschistospiza dybowskii – Sénégali à ventre noir
  - Euschistospiza cinereovinacea – Sénégali sombre
- Glaucestrilda (3 espèces)
  - Glaucestrilda caerulescens – Astrild queue-de-vinaigre
  - Glaucestrilda perreini – Astrild à queue noire
  - Glaucestrilda thomensis – Astrild de Sao Tomé
- Granatina (2 espèces)
  - Granatina granatinus – Cordonbleu grenadin
  - Granatina ianthinogaster – Cordonbleu violacé
- Heteromunia (1 espèce)
  - Heteromunia pectoralis – Capucin à poitrine blanche
- Hypargos (2 espèces)
  - Hypargos margaritatus – Sénégali de Verreaux
  - Hypargos niveoguttatus – Sénégali enflammé
- Lagonosticta (11 espèces)
  - Lagonosticta rara – Amarante à ventre noir
  - Lagonosticta rufopicta – Amarante pointé
  - Lagonosticta nitidula – Amarante nitidule
  - Lagonosticta senegala – Amarante du Sénégal
  - Lagonosticta sanguinodorsalis – Amarante des rochers
  - Lagonosticta umbrinodorsalis – Amarante de Reichenow
  - Lagonosticta virata – Amarante de Kulikoro
  - Lagonosticta rubricata – Amarante foncé
  - Lagonosticta landanae – Amarante de Landana
  - Lagonosticta rhodopareia – Amarante de Jameson
  - Lagonosticta larvata – Amarante masqué
- Lepidopygia (1 espèce)
  - Lepidopygia nana – Capucin de Madagascar
- Lonchura (28 espèces)
  - Lonchura nigriceps – Capucin à dos brun
  - Lonchura striata – Capucin domino
  - Lonchura leucogastroides – Capucin javanais
  - Lonchura fuscans – Capucin sombre
  - Lonchura molucca – Capucin jacobin
  - Lonchura punctulata – Capucin damier
  - Lonchura kelaarti – Capucin à ventre roux
  - Lonchura leucogastra – Capucin à ventre blanc
  - Lonchura quinticolor – Capucin coloré
  - Lonchura malacca – Capucin à dos marron
  - Lonchura ferruginosa – Capucin marron
  - Lonchura atricapilla – Capucin à tête noire
  - Lonchura maja – Capucin à tête blanche
  - Lonchura pallida – Capucin pâle
  - Lonchura grandis – Grand Capucin
  - Lonchura vana – Capucin des Arfak
  - Lonchura caniceps – Capucin gris
  - Lonchura nevermanni – Capucin de Nevermann
  - Lonchura spectabilis – Capucin à capuchon
  - Lonchura forbesi – Capucin de Nouvelle-Irlande
  - Lonchura hunsteini – Capucin de Hunstein
  - Lonchura flaviprymna – Capucin à croupion jaune
  - Lonchura castaneothorax – Capucin donacole
  - Lonchura stygia – Capucin noir
  - Lonchura teerinki – Capucin à poitrine noire
  - Lonchura monticola – Capucin des montagnes
  - Lonchura montana – Capucin des Maoke
  - Lonchura melaena – Capucin de Nouvelle-Bretagne
- Mandingoa (1 espèce)
  - Mandingoa nitidula – Sénégali vert
- Mayrimunia (2 espèces)
  - Mayrimunia tristissima – Capucin à tête rayée
  - Mayrimunia cinereovinacea – Capucin tacheté
- Neochmia (2 espèces)
  - Neochmia temporalis – Diamant à cinq couleurs
  - Neochmia phaeton – Diamant phaéton
- Nesocharis (2 espèces)
  - Nesocharis shelleyi – Dos-vert à tête noire
  - Nesocharis ansorgei – Dos-vert à collier
- Nigrita (4 espèces)
  - Nigrita fusconotus – Nigrette à ventre blanc
  - Nigrita bicolor – Nigrette à ventre roux
  - Nigrita luteifrons – Nigrette à front jaune
  - Nigrita canicapillus – Nigrette à calotte grise
- Oreostruthus (1 espèce)
  - Oreostruthus fuliginosus – Diamant des montagnes
- Ortygospiza (1 espèce)
  - Ortygospiza atricollis – Astrild-caille à lunettes
- Padda (2 espèces)
  - Padda fuscata – Padda de Timor
  - Padda oryzivora – Padda de Java
- Paludipasser (1 espèce)
  - Paludipasser locustella – Astrild-caille à gorge rouge
- Parmoptila (3 espèces)
  - Parmoptila woodhousei – Parmoptile à gorge rousse
  - Parmoptila rubrifrons – Parmoptile à front rouge
  - Parmoptila jamesoni – Parmoptile de Jameson
- Poephila (3 espèces)
  - Poephila personata – Diamant masqué
  - Poephila acuticauda – Diamant à longue queue
  - Poephila cincta – Diamant à bavette
- Pyrenestes (3 espèces)
  - Pyrenestes ostrinus – Pyréneste ponceau
  - Pyrenestes sanguineus – Pyréneste gros-bec
  - Pyrenestes minor – Petit Pyréneste
- Pytilia (5 espèces)
  - Pytilia lineata – Beaumarquet à bec rouge
  - Pytilia phoenicoptera – Beaumarquet aurore
  - Pytilia hypogrammica – Beaumarquet à ailes jaunes
  - Pytilia afra – Beaumarquet à dos jaune
  - Pytilia melba – Beaumarquet melba
- Spermestes (4 espèces)
  - Spermestes caniceps – Capucin à tête grise
  - Spermestes cucullata – Capucin nonnette
  - Spermestes fringilloides – Capucin pie
  - Spermestes bicolor – Capucin bicolore
- Spermophaga (3 espèces)
  - Spermophaga poliogenys – Sénégali à bec bleu
  - Spermophaga haematina – Sénégali sanguin
  - Spermophaga ruficapilla – Sénégali à tête rouge
- Stagonopleura (3 espèces)
  - Stagonopleura bella – Diamant queue-de-feu
  - Stagonopleura oculata – Diamant oculé
  - Stagonopleura guttata – Diamant à gouttelettes
- Stizoptera (1 espèce)
  - Stizoptera bichenovii – Diamant de Bicheno
- Taeniopygia (1 espèce)
  - Taeniopygia guttata – Diamant mandarin
- Uraeginthus (3 espèces)
  - Uraeginthus angolensis – Cordonbleu d'Angola
  - Uraeginthus bengalus – Cordonbleu à joues rouges
  - Uraeginthus cyanocephalus – Cordonbleu cyanocéphale

## Galerie

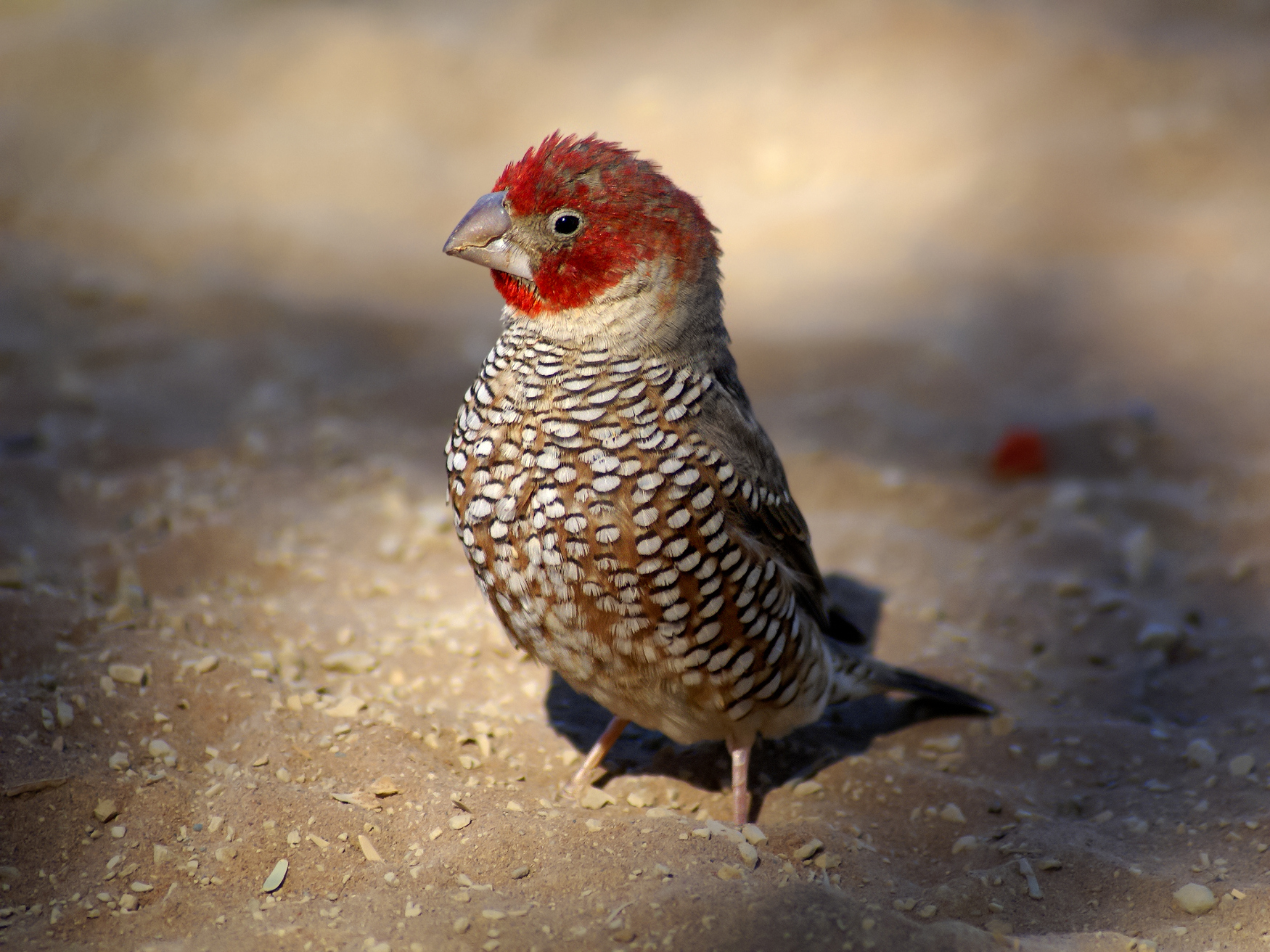
Amadine à tête rouge (Amadina erythrocephala)
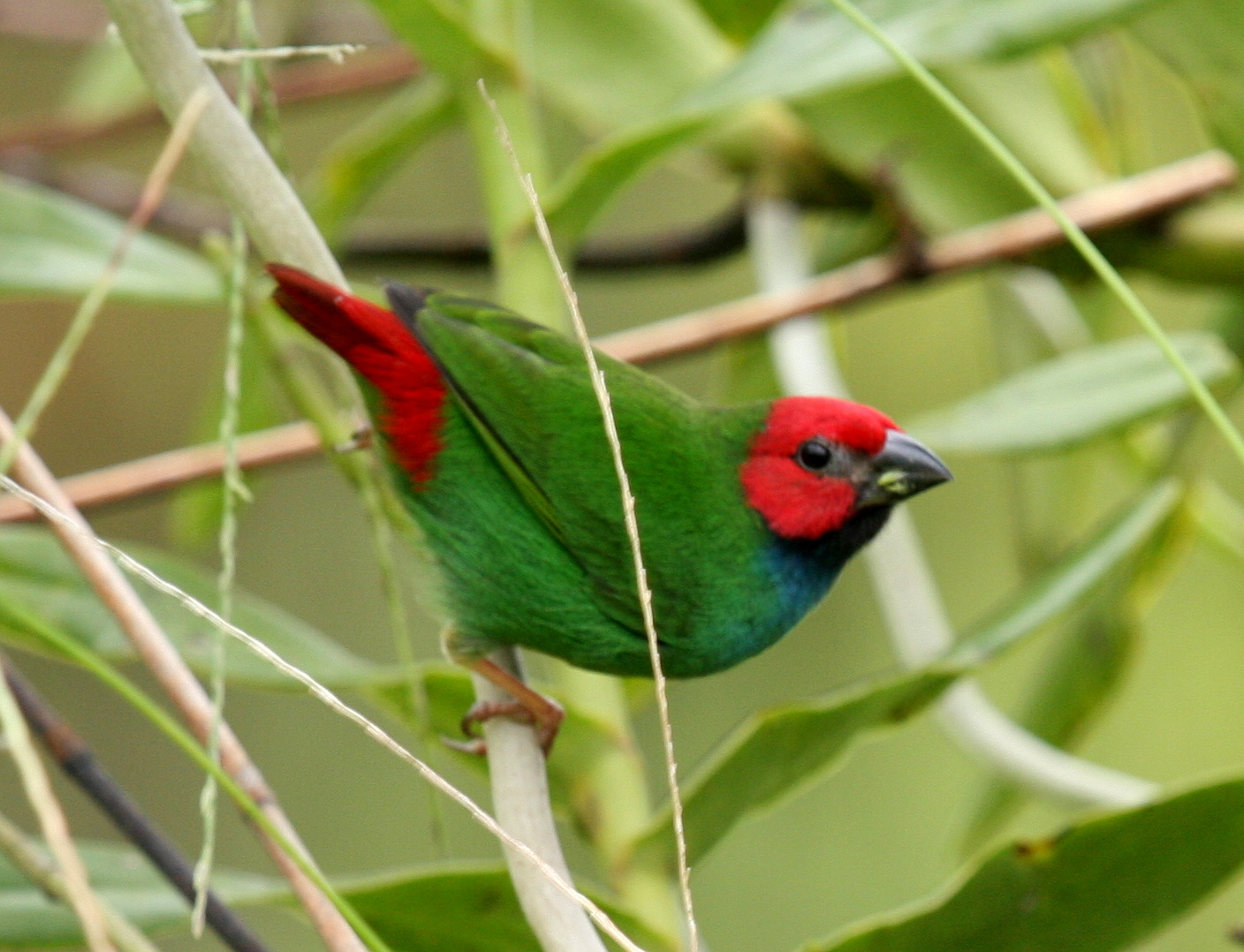
Diamant de Peale (Erythrura pealii)
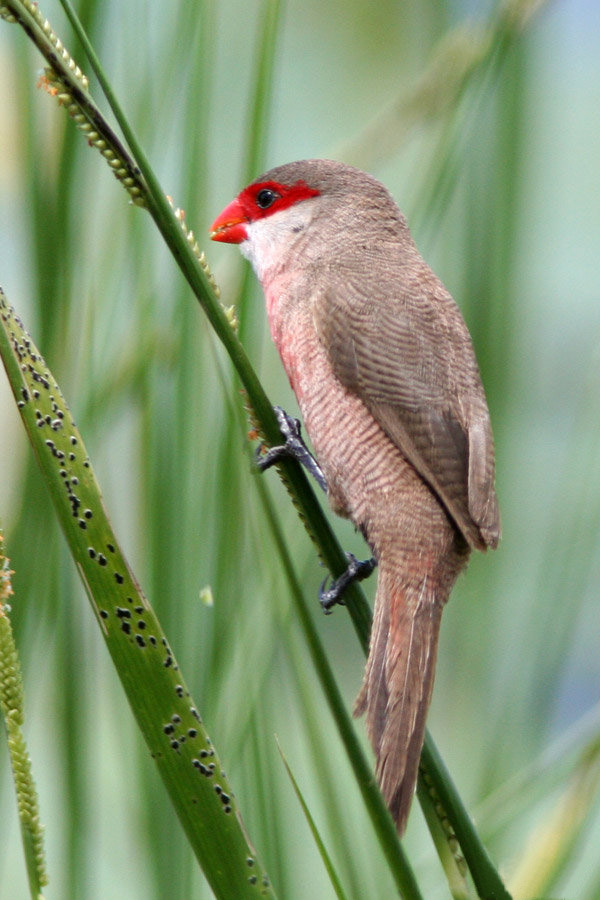
Astrild ondulé (Estrilda astrild)
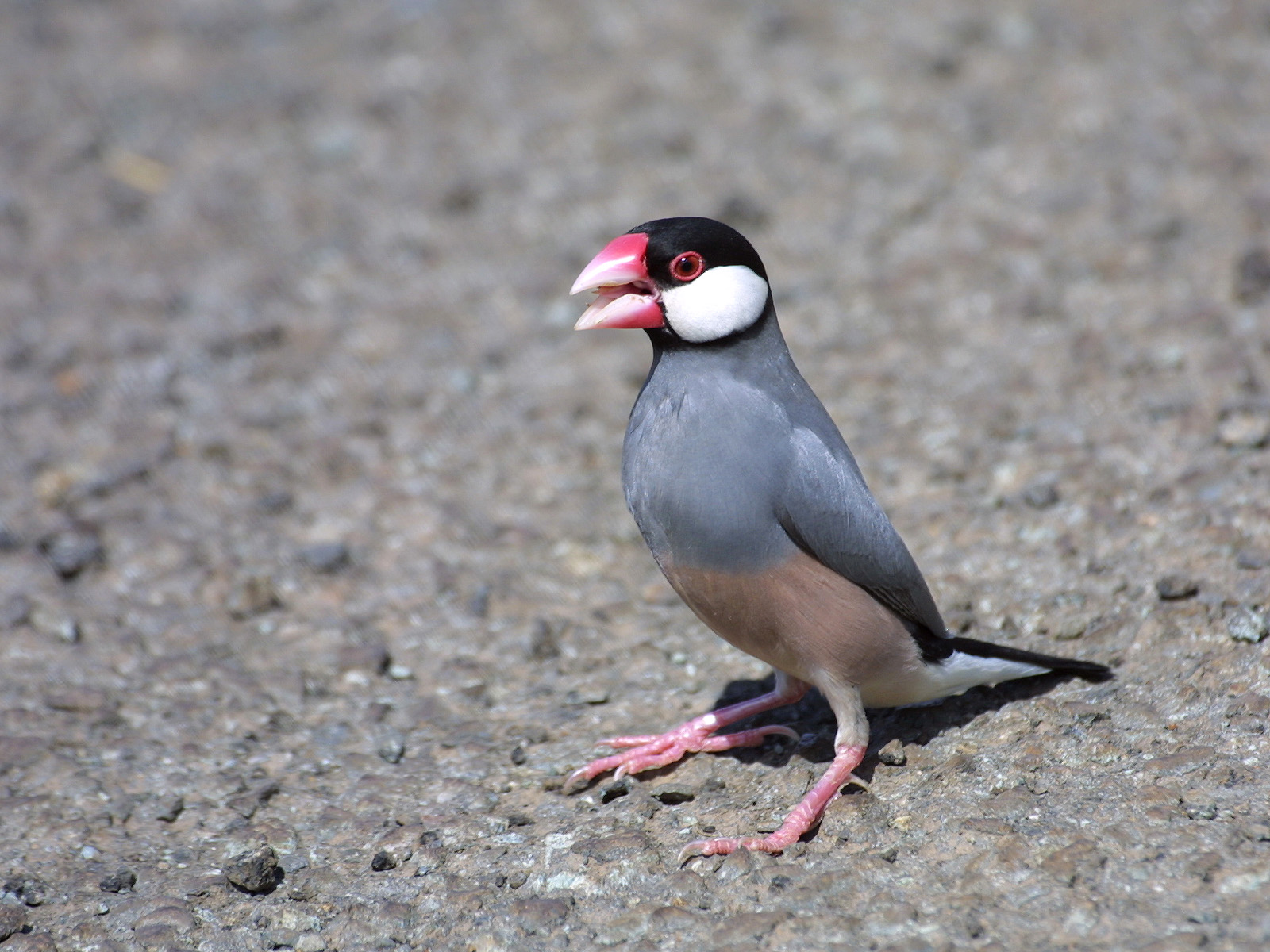
Padda de Java (Padda oryzivora)
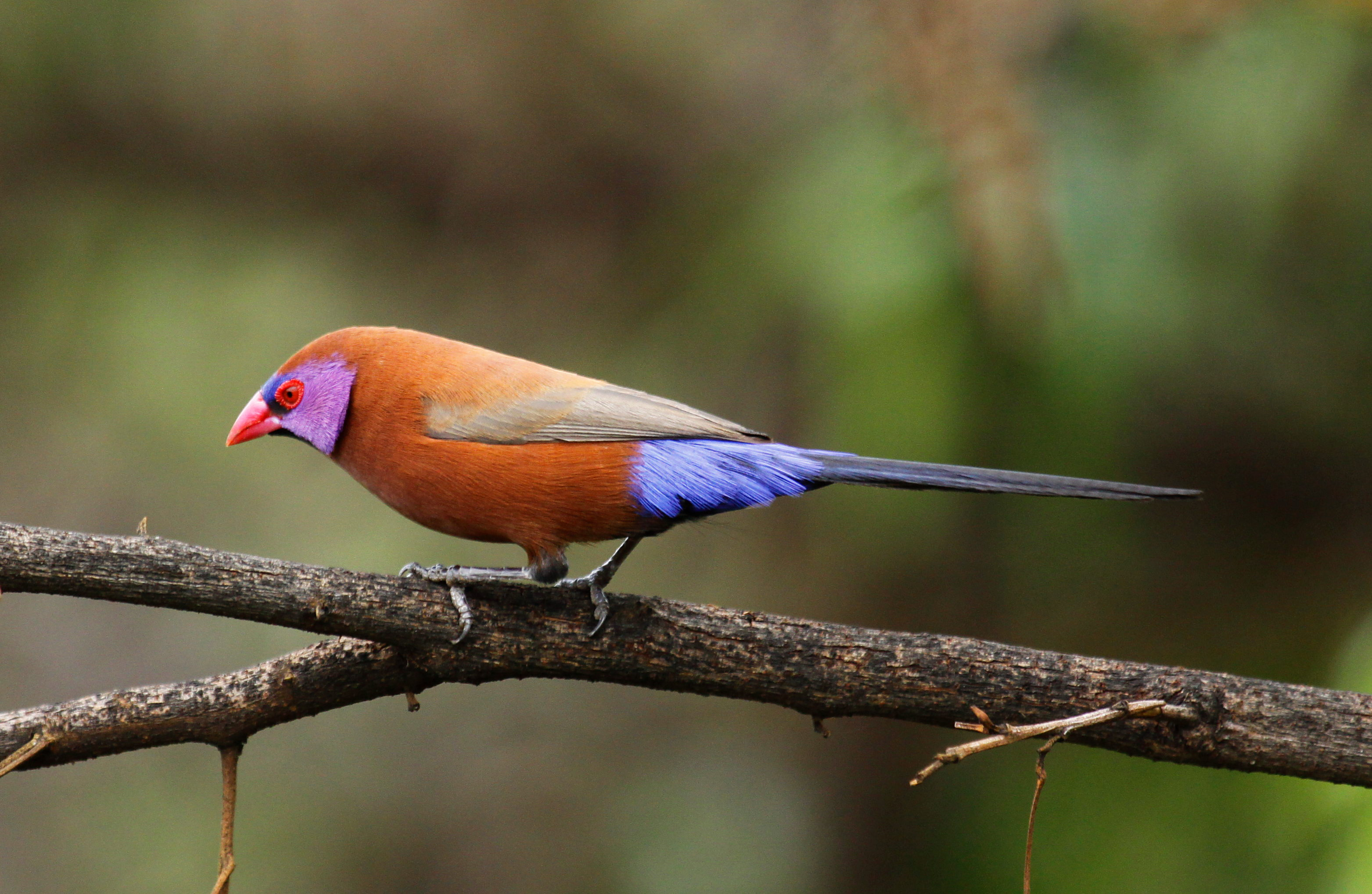
Cordonbleu grenadin (Uraeginthus granatinus)